# Kees Verkerk
Cornelis Arie (Kees) Verkerk (Maasdam, 28 oktober 1942) is een Nederlands oud-langebaanschaatser. Hij werd tweemaal wereldkampioen, eenmaal olympisch kampioen, eenmaal Europees kampioen en viermaal nationaal kampioen. Verkerk behoort niet alleen tot de allerbeste schaatsers die Nederland gekend heeft, maar was ook een van de meest populaire. Hij wordt in Nederland beschouwd als een nationale volksheld.
De jaren van zijn schaatssuccessen staan bekend als het tijdperk van 'Ard en Keessie'. Ard staat voor Ard Schenk, zijn grootste concurrent uit eigen land. Na zijn schaatscarrière vestigde Verkerk zich in Noorwegen waar hij samen met zijn Noorse echtgenote een kampeer- en recreatiewoningpark exploiteert bij Hamresanden in Kristiansand.

## Biografie

### Jeugd
Verkerk is opgegroeid in Puttershoek waar zijn ouders een café hadden, 't Veerhuys. Op zijn zestiende tapte hij biertjes.

### Carrière
Verkerk maakte deel uit van een zeer sterke lichting, die in de jaren zestig opkwam. Zijn specialiteit was de 1500, 5000 en de 10.000 meter. Op de 500 m was hij niet snel.
Doordat de winter van 1962/1963 streng was, konden in het Zuid-Hollandse 's-Gravendeel de provinciale kampioenschappen gehouden worden. Verkerk begon vooral met schaatsen in de hoop geld te verdienen. Verkerk deed voor het eerst mee, werd derde en kreeg vervolgens een uitnodiging voor de Nederlandse kampioenschappen, waar hij vierde werd. Dat leidde ertoe dat hij opgenomen werd in de nationale kernploeg. Een jaar later al won hij op de Olympische Winterspelen in Innsbruck zilver op de 1500 meter met een tijd van 2:10.6 minuten, achter de Est Ants Antson die uitkwam voor de Sovjet-Unie.
In 1966 en 1967 werd hij wereldkampioen en in 1967 tevens Europees kampioen. Hij werd in beide jaren gekozen tot Sportman van het jaar.
Tijdens de Olympische Winterspelen in Grenoble van 1968 won hij goud op de 1500 meter in 2:03.4, voor Ard Schenk. Daarmee werd hij de eerste Nederlandse olympisch kampioen bij het langebaanschaatsen. Ook won hij zilver op de 5000 meter in 7:23.2 – nota bene een wereldrecord, maar in de volgende en laatste rit streefde de Noor Fred Anton Maier hem alsnog voorbij. In 1972 werd Verkerk op de Winterspelen van Sapporo op de 10.000 meter tweede in 15:04.70, zijn derde vice-olympische titel.
Verkerk brak tijdens zijn carrière vele records: in 1963 (7:45.3), 1967 (7:45.3), 1968 (7:36.6) en 1969 (7:24.1) verbeterde hij het Nederlands record op de 5000 m en in 1966 (16:01.0), 1967 (15:32.2), 1968 (15:28.7) en 1969 (15:03.6) op de 10.000 m. Vooral de laatste prestatie was groots, want daarmee verbeterde hij het wereldrecord van Per Willy Guttormsen met twaalf en een halve seconde. Die rit in Inzell behoort tot de meest legendarische in de Nederlandse schaatshistorie. Zijn bondscoaches van de Nederlandse schaatsploeg waren in die dagen Anton Huiskes, Wim de Graaff en Leen Pfrommer.
In later jaren werd hij als Nederlands beste overvleugeld door Ard Schenk. Schenk en Verkerk kwamen voor het eerst tegen elkaar uit in Graft op 17 februari 1963. Zij troffen elkaar op de 10 kilometer. Schenk won die afstand, maar Verkerk het eindklassement. Na die wedstrijd werden zij beiden voor het eerst toegevoegd aan de nationale kernploeg.
In 1973 en 1974 was hij samen met Schenk en een dozijn anderen professional bij de International Speed Skating League. Tot in 1980 was hij vijf seizoenen bondscoach van het Zweedse herenteam.
Verkerk trouwde in 1972 met een Noorse. Hij woont in het Zuid-Noorse Hamresanden, Kristiansand en heeft daar een hotel-restaurant en camping. In 2010 werd hij benoemd tot erelid van de KNSB.
Eind 2018 kwam zijn biografie uit. Jeroen Haarsma schreef het boek ‘’Keessie’’. In 2022 bleek Verkerk, inmiddels 80 jaar oud, nog steeds houder te zijn van twintig baanrecords.

## Populariteit
Kees Verkerk was in Nederland tijdens zijn schaatsjaren ongekend populair en werd algemeen beschouwd als een nationale volksheld. Met Ard Schenk stond hij bekend als 'Ard en Keessie'. Zanger Johnny Hoes schreef een lied met die titel waarmee hij in 1966 de hitparade haalde.

## Records

### Persoonlijke records
| Afstand      | Tijd    | Datum           | Baan   |
| ------------ | ------- | --------------- | ------ |
| 500 meter    | 39,9    | 15 januari 1971 | Davos  |
| 1000 meter   | 1.21,4  | 19 januari 1971 | Davos  |
| 1500 meter   | 1.58,9  | 16 januari 1971 | Davos  |
| 3000 meter   | 4.14,9  | 2 maart 1972    | Inzell |
| 5000 meter   | 7.13,2  | 1 maart 1969    | Inzell |
| 10.000 meter | 15.03,6 | 26 januari 1969 | Inzell |

### Wereldrecords
| Nr. | Afstand        | Tijd    | Datum            | Baan     |
| --- | -------------- | ------- | ---------------- | -------- |
| 1.  | Grote vierkamp | 178,058 | 12 februari 1967 | Oslo     |
| 2.  | 1500 meter     | 2.03,9  | 26 februari 1967 | Inzell   |
| 3.  | 5000 meter     | 7.26,6  | 26 februari 1967 | Inzell   |
| 4.  | 5000 meter     | 7.23,2  | 15 februari 1968 | Grenoble |
| 5.  | Grote vierkamp | 172,058 | 10 maart 1968    | Inzell   |
| 6.  | 10.000 meter   | 15.03,6 | 26 januari 1969  | Inzell   |
| 7.  | 1500 meter     | 2.02,0  | 9 februari 1969  | Davos    |
| 8.  | 5000 meter     | 7.13,2  | 1 maart 1969     | Inzell   |
| 9.  | 1500 meter     | 2.01,9  | 8 maart 1970     | Inzell   |

#### Wereldrecords laaglandbaan (officieus)
| Nr. | Afstand    | Tijd   | Datum           | Baan     |
| --- | ---------- | ------ | --------------- | -------- |
| 1.  | 1500 meter | 2.03,4 | 6 februari 1968 | Grenoble |

### Adelskalender
Kees Verkerk heeft twee periodes aan de top van de Adelskalender gestaan: eerst van 28 februari 1967 tot 5 februari 1968 (342 dagen) en een tweede keer van 7 februari 1968 tot 13 februari 1971 (1102 dagen). In totaal heeft Kees Verkerk 1444 dagen aan de top van de Adelskalender gestaan.
Hieronder staan de persoonlijke records (PR's) waarmee Kees Verkerk aan de top van de Adelskalender kwam en de PR's die hij had staan toen hij van de eerste plek verdreven werd. Tevens zijn de gegevens weergegeven van de schaatsers die voor en na hem aan de top van de lijst stonden.
| Datum      | 500 m | 1500 m | 5000 m | 10.000 m | Punten  | Voorganger / Opvolger |
| ---------- | ----- | ------ | ------ | -------- | ------- | --------------------- |
| 26-02-1967 | 40,7  | 2.04,2 | 7.35,2 | 15.51,2  | 175.180 | Ard Schenk            |
| 28-02-1967 | 42,0  | 2.03,9 | 7.26,6 | 15.35,2  | 174.720 |                       |
| 03-02-1968 | 41,7  | 2.03,9 | 7.26,6 | 15.35,2  | 174.420 |                       |
| 05-02-1968 | 40,0  | 2.02,5 | 7.38,1 | 15.33,5  | 173.318 | Magne Thomassen       |
| 07-02-1968 | 40,8  | 2.02,6 | 7.26,6 | 15.35,2  | 173.086 |                       |
| 16-01-1971 | 39,9  | 1.58,9 | 7.13,2 | 15.03,6  | 168.033 |                       |
| 13-02-1971 | 38,9  | 1.58,7 | 7.18,8 | 15.13,4  | 168.016 | Ard Schenk            |

## Resultaten

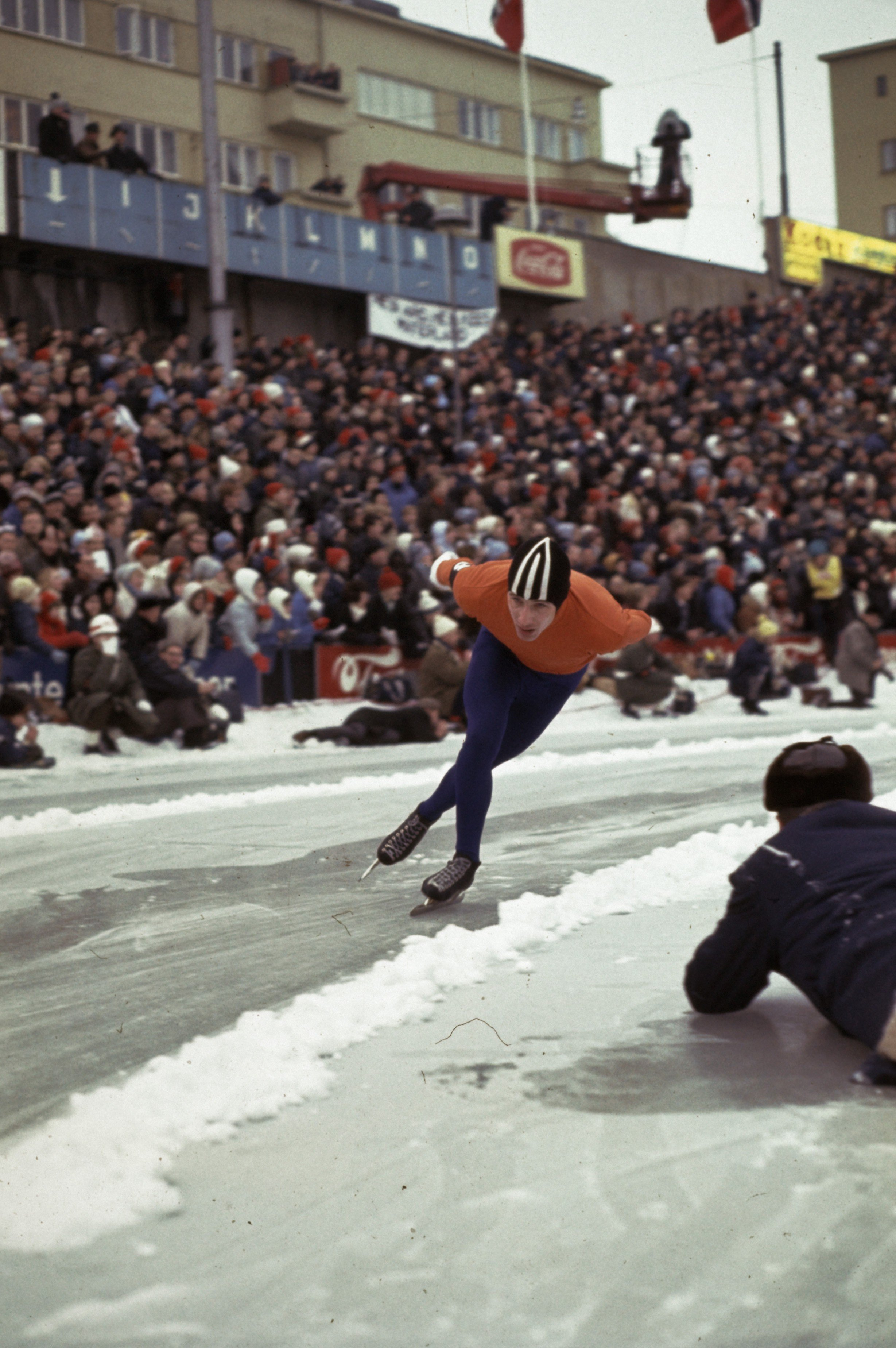
Kees Verkerk (ongedateerd)

| Jaar | NK Allround | EK Allround | Olympische Spelen                     | WK Allround | EK ISSL | WK ISSL |
| ---- | ----------- | ----------- | ------------------------------------- | ----------- | ------- | ------- |
| 1964 |             | 12e         | 1500m · 9e 5000m · 16e 10.000m        | 11e         |         |         |
| 1965 | Brons       | 8e          |                                       | 10e         |         |         |
| 1966 | Goud        | Zilver      |                                       | Goud        |         |         |
| 1967 | Goud        | Goud        |                                       | Goud        |         |         |
| 1968 | 4e          | 8e          | 33e 500m · 1500m · 5000m · 5e 10.000m | 4e          |         |         |
| 1969 | Goud        | Zilver      |                                       | Brons       |         |         |
| 1970 |             | 7e          |                                       | Brons       |         |         |
| 1971 | 4e          | Brons       |                                       | Brons       |         |         |
| 1972 | Goud        | 4e          | 8e 1500m · 6e 5000m · 10.000m         | 6e          |         |         |
| 1973 |             |             |                                       |             | 5e      | 6e      |
| 1974 |             |             |                                       |             | Brons   |         |

### Medaillespiegel
| Kampioenschap     | Goud | Zilver | Brons |
| ----------------- | ---- | ------ | ----- |
| EK Allround       | 1    | 2      | 1     |
| Olympische Spelen | 1    | 3      | 0     |
| WK Allround       | 2    | 0      | 3     |
| EK ISSL           | 0    | 0      | 1     |

## Trivia
- Kees Verkerk droeg jarenlang bij de huldigingen een bontmuts die van zijn moeder was geweest, die vlak na zijn zilveren rit bij de Olympische Spelen van Innsbruck gestorven was.
- Verkerk is een voormalig kampioen biertappen van Zuid-Holland.
- Kees Verkerk werd toegejuicht met een lied dat tijdens zijn races voortdurend herhaald werd en als volgt ging:

Heya Keessie
Heya, Heya
Heya Keessie
- In januari 2005 stond hij opnieuw in het middelpunt van de belangstelling, toen De Avond van Ard & Keessie op televisie werd uitgezonden.
- Het harmonium van Verkerk was te zien in het Harmonium Museum in Barger-Compascuum. Deze collectie werd in 2024 overgedragen aan het Geelvinck Museum.

Rudolf Ericson · Peder Østlund · Jaap Eden · Oscar Mathisen · Ivar Ballangrud · Michael Staksrud · Åke Seyffarth · Nikolaj Mamonov · Hjalmar Andersen · Boris Sjilkov · Dmitri Sakoenenko · Juhani Järvinen · Knut Johannesen · Jonny Nilsson · Per Ivar Moe · Eduard Matoesevitsj · Ard Schenk · Kees Verkerk · Magne Thomassen · Hans van Helden · Vladimir Lobanov · Jan Egil Storholt · Sergej Martsjoek · Vladimir Belov · Eric Heiden · Viktor Sjasjerin · Andrej Bobrov · Nikolaj Goeljajev · Michael Hadschieff · Eric Flaim · Johann Olav Koss · Falko Zandstra · Rintje Ritsma · Gianni Romme · Jochem Uytdehaage · Chad Hedrick · Sven Kramer · Shani Davis · Patrick Roest
1924: Clas Thunberg ·
1928: Clas Thunberg ·
1932: Jack Shea ·
1936: Charles Mathiesen ·
1948: Sverre Farstad ·
1952: Hjalmar Andersen ·
1956: Jevgeni Grisjin/Joeri Michajlov ·
1960: Jevgeni Grisjin/Roald Aas ·
1964: Ants Antson ·
1968: Kees Verkerk ·
1972: Ard Schenk ·
1976: Jan Egil Storholt ·
1980: Eric Heiden ·
1984: Gaétan Boucher ·
1988: André Hoffmann ·
1992: Johann Olav Koss ·
1994: Johann Olav Koss ·
1998: Ådne Søndrål ·
2002: Derek Parra ·
2006: Enrico Fabris ·
2010: Mark Tuitert ·
2014: Zbigniew Bródka ·
2018: Kjeld Nuis ·
2022: Kjeld Nuis
Onofficiële Europese kampioenschappen

1891: Onbeslist ·
1892: Onbeslist · 
1946: Göthe Hedlund 

Officiële Europese kampioenschappen

1893: Rudolf Ericson · 
1894: Onbeslist ·
1895: Alfred Næss · 
1896: Julius Seyler · 
1897: Julius Seyler · 
1898: Gustaf Estlander · 
1899: Peder Østlund · 
1900: Peder Østlund · 
1901: Rudolf Gundersen · 
1902: Johan Schwartz · 
1903: Onbeslist ·
1904: Rudolf Gundersen · 
1905: Johan Vikander · 
1906: Rudolf Gundersen · 
1907: Moje Öholm · 
1908: Moje Öholm · 
1909: Oscar Mathisen · 
1910: Nikolaj Stroennikov · 
1911: Nikolaj Stroennikov · 
1912: Oscar Mathisen · 
1913: Vasilij Ippolitov · 
1914: Oscar Mathisen · 
1922: Clas Thunberg · 
1923: Harald Strøm · 
1924: Roald Larsen · 
1925: Otto Polacsek · 
1926: Julius Skutnabb · 
1927: Bernt Evensen · 
1928: Clas Thunberg · 
1929: Ivar Ballangrud · 
1930: Ivar Ballangrud · 
1931: Clas Thunberg · 
1932: Clas Thunberg · 
1933: Ivar Ballangrud · 
1934: Michael Staksrud · 
1935: Karl Wazulek · 
1936: Ivar Ballangrud · 
1937: Michael Staksrud · 
1938: Charles Mathiesen · 
1939: Alfons Bērziņš · 
1947: Åke Seyffarth · 
1948: Reidar Liaklev · 
1949: Sverre Farstad · 
1950: Hjalmar Andersen · 
1951: Hjalmar Andersen · 
1952: Hjalmar Andersen · 
1953: Kees Broekman · 
1954: Boris Sjilkov · 
1955: Sigge Ericsson · 
1956: Jevgeni Grisjin · 
1957: Oleg Gontsjarenko · 
1958: Oleg Gontsjarenko · 
1959: Knut Johannesen · 
1960: Knut Johannesen · 
1961: Viktor Kositsjkin · 
1962: Robert Merkoelov · 
1963: Nils Egil Aaness · 
1964: Ants Antson · 
1965: Eduard Matoesevitsj · 
1966: Ard Schenk · 
1967: Kees Verkerk · 
1968: Fred Anton Maier · 
1969: Dag Fornæss · 
1970: Ard Schenk · 
1971: Dag Fornæss · 
1972: Ard Schenk · 
1973: Göran Claeson · 
1974: Göran Claeson · 
1975: Sten Stensen · 
1976: Kay Arne Stenshjemmet · 
1977: Jan Egil Storholt · 
1978: Sergej Martsjoek · 
1979: Jan Egil Storholt · 
1980: Kay Arne Stenshjemmet · 
1981: Amund Sjøbrend · 
1982: Tomas Gustafson · 
1983: Hilbert van der Duim · 
1984: Hilbert van der Duim · 
1985: Hein Vergeer · 
1986: Hein Vergeer · 
1987: Nikolaj Goeljajev · 
1988: Tomas Gustafson · 
1989: Leo Visser · 
1990: Bart Veldkamp · 
1991: Johann Olav Koss · 
1992: Falko Zandstra · 
1993: Falko Zandstra · 
1994: Rintje Ritsma · 
1995: Rintje Ritsma · 
1996: Rintje Ritsma · 
1997: Ids Postma · 
1998: Rintje Ritsma · 
1999: Rintje Ritsma · 
2000: Rintje Ritsma · 
2001: Dmitri Sjepel · 
2002: Jochem Uytdehaage · 
2003: Gianni Romme · 
2004: Mark Tuitert · 
2005: Jochem Uytdehaage · 
2006: Enrico Fabris · 
2007: Sven Kramer · 
2008: Sven Kramer · 
2009: Sven Kramer · 
2010: Sven Kramer · 
2011: Ivan Skobrev · 
2012: Sven Kramer · 
2013: Sven Kramer · 
2014: Jan Blokhuijsen · 
2015: Sven Kramer · 
2016: Sven Kramer · 
2017: Sven Kramer · 
2019: Sven Kramer · 
2021: Patrick Roest · 
2023: Patrick Roest · 
2025: Sander Eitrem
- Library of Congress Control Number: nb2019017400
- Nederlandse Thesaurus van Auteursnamen: 073721646
- Virtual International Authority File: 289393755